# Robert I., grof Artoisa
Robert I. Dobri (25. rujna 1216. — 8. veljače 1250.) bio je francuski kraljević koji je postao grof Artoisa. Robertovi su roditelji bili Luj VIII. Francuski i Blanka Kastiljska; Robert je bio peti sin svojih roditelja.
Princ Robert dobio je Artois na upravljanje; stariji je brat bio kralj Luj IX. Sveti.

## Brak
Dana 14. lipnja 1237., Robert se oženio Matildom Brabantskom. Matildina i Robertova djeca:
- Blanka Arteška,[1] kraljica Navare
- Robert II., grof Artoisa